# لوده (ایتالیا)
لوده (به ایتالیایی: Lodè) یک کومونه در ایتالیا است که در استان نیورو واقع شده‌است. لوده ۱۲۰٫۹ کیلومتر مربع مساحت و ۲٬۱۱۰ نفر جمعیت دارد.